# Jannie de Beer
Jan Hendrik de Beer, detto Jannie (Welkom, 22 aprile 1971), è un ex rugbista a 15 sudafricano, mediano d'apertura, detentore del record di cinque drop marcati nello stesso incontro.

## Biografia
Esordiente in Currie Cup nel 1991 con la squadra provinciale dei Free State Cheetahs, e successivamente professionista negli Stormers in Super Rugby, de Beer esordì negli Springbok nel 1997 contro i British Lions in tour e la stagione successiva fu in Europa ai London Scottish.
Nella primavera del 1999 si impegnò con il Sale Sharks per la stagione successiva, ma il proposito della federazione sudafricana di escludere dalla Nazionale in occasione della Coppa del Mondo di rugby 1999 i giocatori militanti all'estero lo spinsero a ritirarsi dall'accordo; la cosa provocò vibrate proteste sia da parte del club che dei tifosi, che lo ribattezzarono Judas de Beer; de Beer, devoto cristiano rinato, sostenne che «Dio gli aveva detto che era meglio per lui rimanere in Sudafrica», onde firmò un contratto con i Bulls.
Selezionato per la Coppa del Mondo di rugby 1999, si produsse in un'impresa nei quarti di finale di tale torneo contro l'Inghilterra, eliminata a Parigi 44-21 con 34 punti personali, frutto di 2 trasformazioni, cinque calci piazzati e altrettanti drop, quest'ultimo tuttora record per un singolo incontro internazionale.
Infortunatosi al ginocchio nel maggio 2000, trascorse quasi un anno fuori dal campo; nel marzo 2001 il club inglese dei Saracens lo mise sotto contratto per un periodo di prova fino al termine della stagione; successivamente il contratto fu rinnovato per la stagione 2001-02, anche se un nuovo infortunio non lo rese disponibile prima di settembre.
I ripetuti infortuni al ginocchio, tuttavia, non gli permisero di essere disponibile che in occasione di una manciata di partite tanto che, al termine della stagione, de Beer annunciò il proprio ritiro, dichiarandosi fisicamente impossibilitato a sostenere gli impegni di allenamento e di gioco.